# Chicago Blackhawks

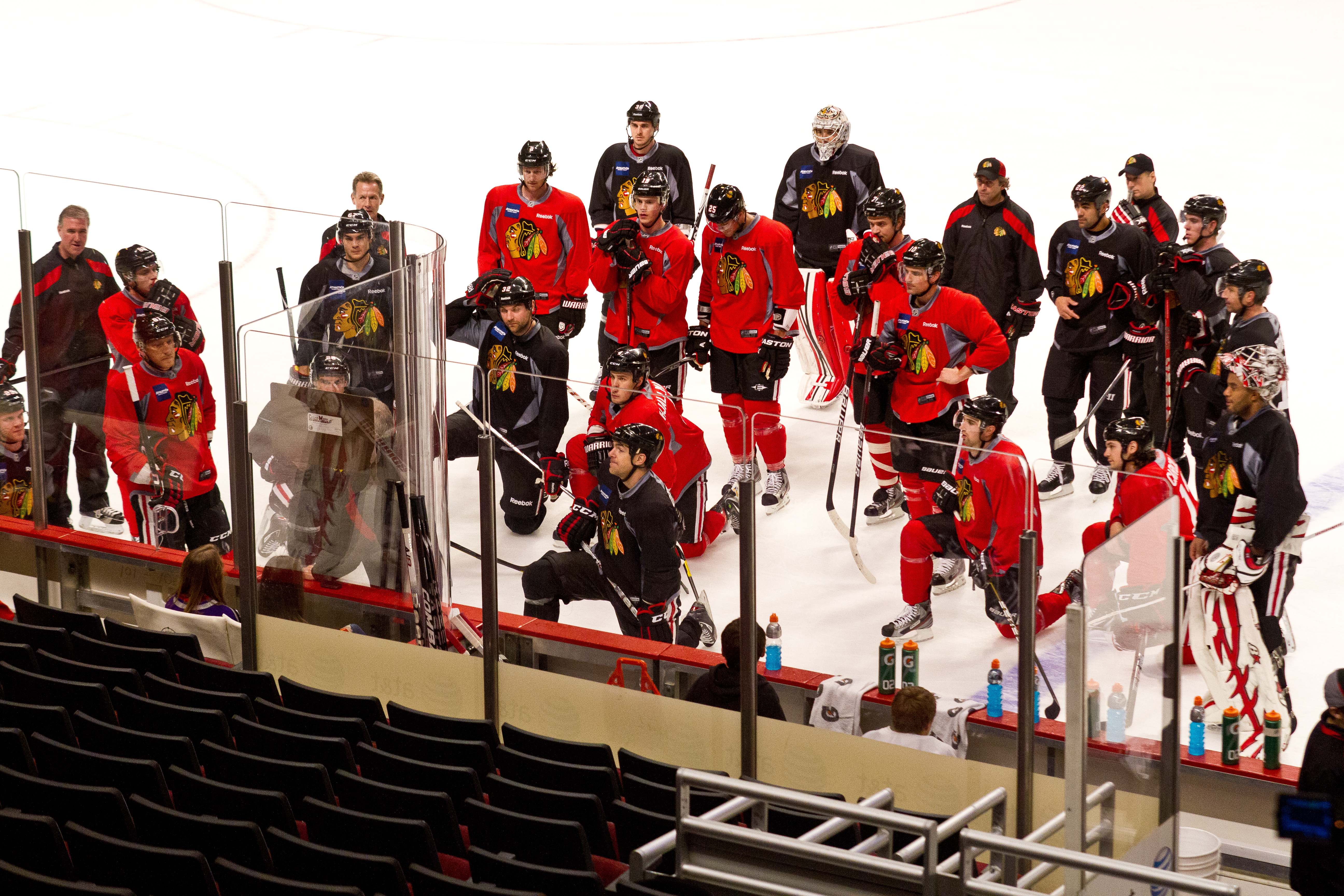
Hokeiści drużyny w sezonie 2011–12

Chicago Blackhawks – amerykański klub hokejowy z siedzibą w Chicago, występujący w lidze NHL. Klub jest jednym z sześciu, które należą do tzw. Oryginalnej Szóstki.
Jest to jeden z nielicznych zespołów NHL, które od początku swojego istnienia nie zmieniał nazwy.
Zespół posiada afiliacje w postaci klubów farmerskich w niższych ligach. Tę funkcję pełnią Rockford IceHogs w lidze AHL i Toledo Walleye w rozgrywkach ECHL.

## Osiągnięcia
- Puchar Stanleya: 1934, 1938, 1961, 2010, 2013, 2015
- Trofeum Księcia Walii: 1967, 1970
- Trofeum Prezydentów: 1991, 2013
- Trofeum Campbella: 1971, 1972, 1973, 1992, 2010, 2013, 2015
- Mistrzostwo konferencji: 1992, 2010, 2013, 2015
- Mistrzostwo dywizji: 1970, 1971, 1972, 1973, 1976, 1978, 1979, 1980, 1983, 1986, 1990, 1991, 1993, 2010, 2013, 2017

## Sezon po sezonie
| Ostatnie sezony | Ostatnie sezony | Ostatnie sezony | Ostatnie sezony | Ostatnie sezony | Ostatnie sezony | Ostatnie sezony | Ostatnie sezony | Ostatnie sezony | Ostatnie sezony | Ostatnie sezony | Ostatnie sezony | Ostatnie sezony | Ostatnie sezony              |
| Sezon           | Konferencja     | Miejsce         | Dywizja         | Miejsce         | Mecze           | Z               | P               | R               | PK              | Pkt             | ZB              | SB              | Wyniki play-off              |
| --------------- | --------------- | --------------- | --------------- | --------------- | --------------- | --------------- | --------------- | --------------- | --------------- | --------------- | --------------- | --------------- | ---------------------------- |
|                 |                 |                 |                 |                 |                 |                 |                 |                 |                 |                 |                 |                 |                              |
| 2019–20         | Zachodnia       | 12              | Centralna       | 7               | 701             | 32              | 30              | –               | 8               | 72              | 212             | 218             | Porażka z Golden Knights 1-4 |
|                 |                 |                 |                 |                 |                 |                 |                 |                 |                 |                 |                 |                 |                              |
| 2018–19         | Zachodnia       | 10              | Centralna       | 6               | 82              | 36              | 34              | –               | 12              | 84              | 270             | 292             | Nie zakwalifikowała się      |
|                 |                 |                 |                 |                 |                 |                 |                 |                 |                 |                 |                 |                 |                              |
| 2017–18         | Zachodnia       | 13              | Centralna       | 7               | 82              | 33              | 39              | –               | 10              | 76              | 229             | 256             | Nie zakwalifikowała się      |
|                 |                 |                 |                 |                 |                 |                 |                 |                 |                 |                 |                 |                 |                              |
| 2016–17         | Zachodnia       | 1               | Centralna       | 1               | 82              | 50              | 23              | –               | 9               | 109             | 244             | 213             | Porażka z Predators 0-4      |
|                 |                 |                 |                 |                 |                 |                 |                 |                 |                 |                 |                 |                 |                              |
| 2015–16         | Zachodnia       | 3               | Centralna       | 3               | 82              | 47              | 26              | –               | 9               | 103             | 235             | 209             | Porażka z Blues 3-4          |

| Sezony od 2010/2011 do 2014/2015 | Sezony od 2010/2011 do 2014/2015 | Sezony od 2010/2011 do 2014/2015 | Sezony od 2010/2011 do 2014/2015 | Sezony od 2010/2011 do 2014/2015 | Sezony od 2010/2011 do 2014/2015 | Sezony od 2010/2011 do 2014/2015 | Sezony od 2010/2011 do 2014/2015 | Sezony od 2010/2011 do 2014/2015 | Sezony od 2010/2011 do 2014/2015 | Sezony od 2010/2011 do 2014/2015 | Sezony od 2010/2011 do 2014/2015 | Sezony od 2010/2011 do 2014/2015 | Sezony od 2010/2011 do 2014/2015                                                                   |
| Sezon                            | Konferencja                      | Miejsce                          | Dywizja                          | Miejsce                          | Mecze                            | Z                                | P                                | R                                | PK                               | Pkt                              | ZB                               | SB                               | Wyniki play-off                                                                                    |
| -------------------------------- | -------------------------------- | -------------------------------- | -------------------------------- | -------------------------------- | -------------------------------- | -------------------------------- | -------------------------------- | -------------------------------- | -------------------------------- | -------------------------------- | -------------------------------- | -------------------------------- | -------------------------------------------------------------------------------------------------- |
|                                  |                                  |                                  |                                  |                                  |                                  |                                  |                                  |                                  |                                  |                                  |                                  |                                  | |
| 2014–15                          | Zachodnia                        | 4                                | Centralna                        | 3                                | 82                               | 48                               | 28                               | –                                | 6                                | 102                              | 229                              | 189                              | Zwycięstwo z Predators 4-2 Zwycięstwo z Wild 4:0 Zwycięstwo z Ducks 4-3 Zwycięstwo z Lightning 4-2 |
|                                  |                                  |                                  |                                  |                                  |                                  |                                  |                                  |                                  |                                  |                                  |                                  |                                  | |
| 2013–14                          | Zachodnia                        | 5                                | Centralna                        | 3                                | 82                               | 46                               | 21                               | –                                | 15                               | 107                              | 267                              | 220                              | Zwycięstwo z Blues 4-2 Zwycięstwo z Wild 4-2 Porażka z Kings 3-4                                   |
|                                  |                                  |                                  |                                  |                                  |                                  |                                  |                                  |                                  |                                  |                                  |                                  |                                  | |
| 2012–13                          | Zachodnia                        | 1                                | Centralna                        | 1                                | 48                               | 36                               | 7                                | –                                | 5                                | 77                               | 155                              | 102                              | Zwycięstwo z Wild 4-1 Zwycięstwo z Red Wings 4-3 Zwycięstwo z Kings 4-1 Zwycięstwo z Bruins 4-2    |
|                                  |                                  |                                  |                                  |                                  |                                  |                                  |                                  |                                  |                                  |                                  |                                  |                                  | |
| 2011–12                          | Zachodnia                        | 6                                | Centralna                        | 4                                | 82                               | 45                               | 26                               | –                                | 11                               | 101                              | 248                              | 238                              | Porażka z Coyotes 2-4                                                                              |
|                                  |                                  |                                  |                                  |                                  |                                  |                                  |                                  |                                  |                                  |                                  |                                  |                                  | |
| 2010–11                          | Zachodnia                        | 8                                | Centralna                        | 3                                | 82                               | 44                               | 29                               | –                                | 9                                | 97                               | 258                              | 225                              | Porażka z Canucks 3-4                                                                              |

Legenda:

Z = Zwycięstwa, P = Porażki, R = Remisy (do sezonu 2004/2005), PK = Przegrane po dogrywce lub karnych, Pkt = Punkty, ZB = Bramki zdobyte, SB = Bramki stracone
| Puchar Stanleya | Mistrz Konferencji | Mistrz Dywizji | Awans do play-off | Presidents’ Trophy |

- 1 Sezon zasadniczy ze względu na epidemię koronawirusa został przerwany a następnie zakończony. W meczach kwalifikacyjnych do playoff Blackhawks wygrali z Edmonton Oilers 3-1.

## Zawodnicy

### Kapitanowie drużyny
- Dick Irvin, 1926–1929
- Duke Dukowski, 1929–1930
- Ty Arbour, 1930–1931
- Marvin Wentworth, 1931–1932
- Helge Bostrom, 1932–1933
- Charlie Gardiner, 1933–1934
- Johnny Gottselig, 1935–1940
- Earl Seibert, 1940–1942
- Doug Bentley, 1942–1944, 1949–1950
- Clint Smith, 1944–1945
- John Mariucci, 1945–1946, 1947–1948
- Red Hamill, 1946–1947
- Gaye Stewart, 1948–1949
- Jack Stewart, 1950–1952
- Bill Gadsby, 1952–1954
- Gus Mortson, 1954–1957
- Ed Litzenberger, 1958–1961
- Pierre Pilote, 1961–1968
- Pat Stapleton, 1969–1970
- Pit Martin, 1975–1976
- Pit Martin,  Stan Mikita i  Keith Magnuson, 1976–1977
- Keith Magnuson, 1977–1979
- Terry Ruskowski, 1979–1982
- Darryl Sutter, 1982–1987
- Bob Murray, 1985–1986
- Denis Savard, 1988–1989
- Dirk Graham, 1989–1995
- Chris Chelios, 1995–1999
- Doug Gilmour, 1999–2000
- Tony Amonte, 2000–2002
- Aleksiej Żamnow, 2002–2004
- Adrian Aucoin, 2005–2007
- Martin Lapointe, 2006
- Jonathan Toews, 2008–2023
- Nick Foligno, od 2024

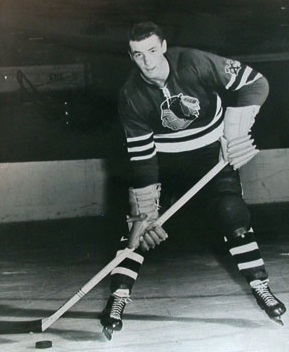
E. Litzenberger
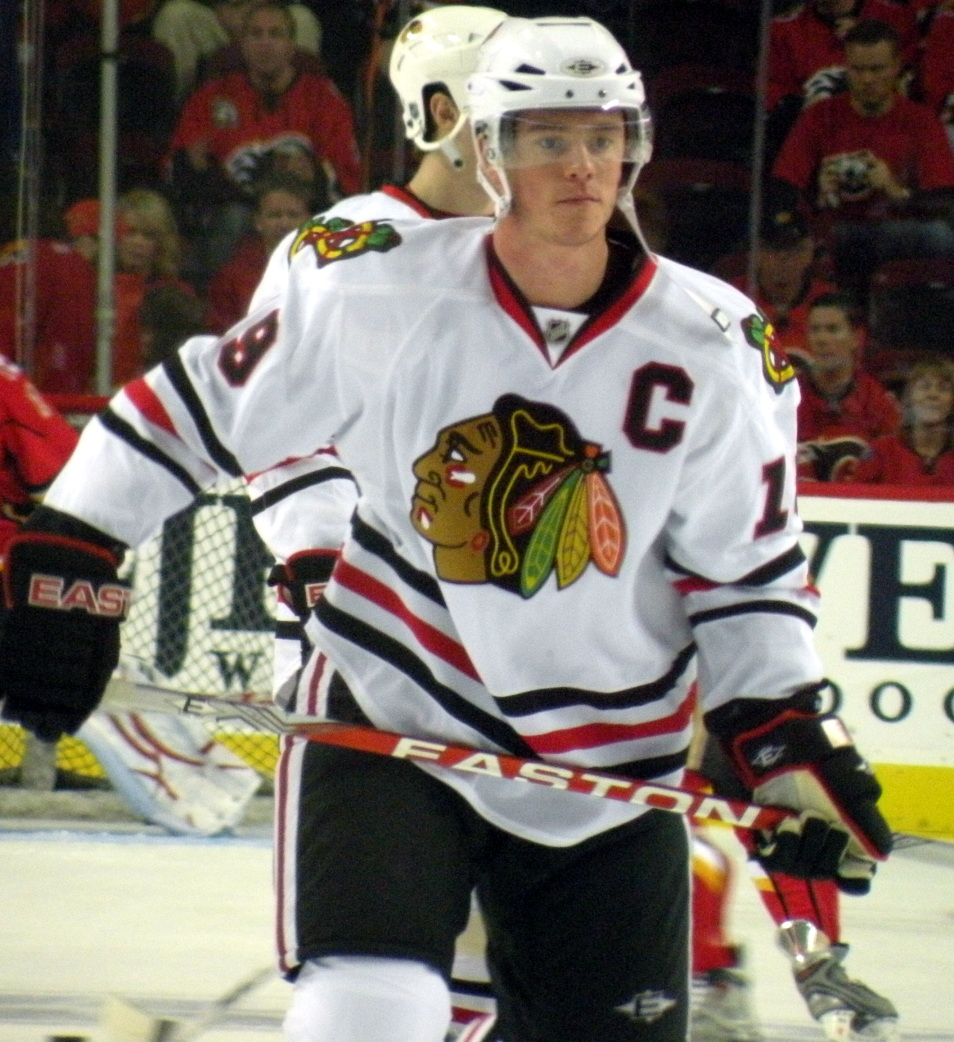
J. Toews
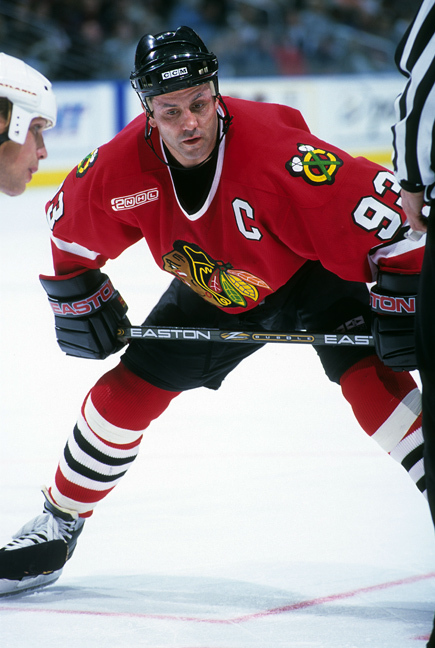
D. Gilmour

### Numery zastrzeżone

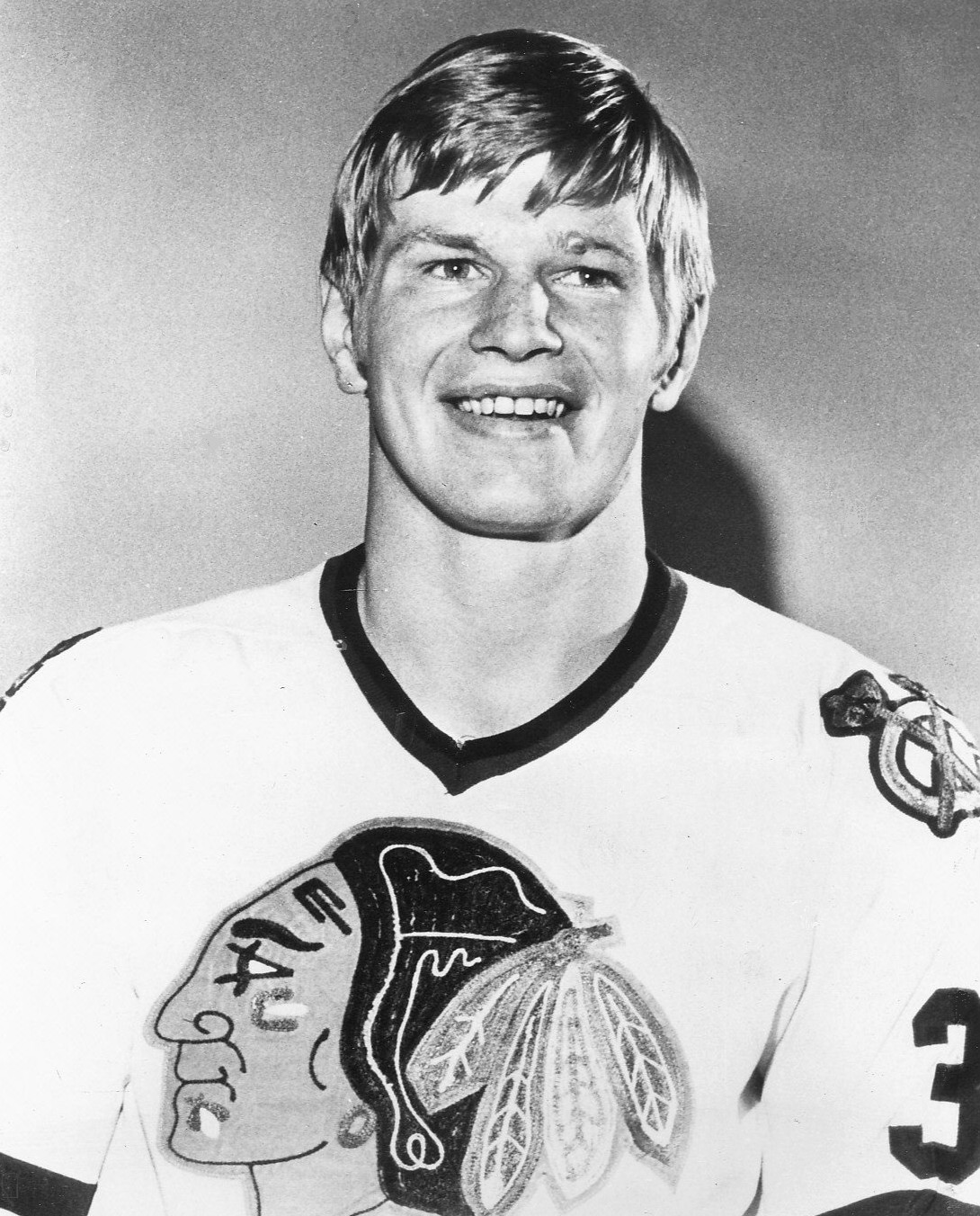
K. Magnuson
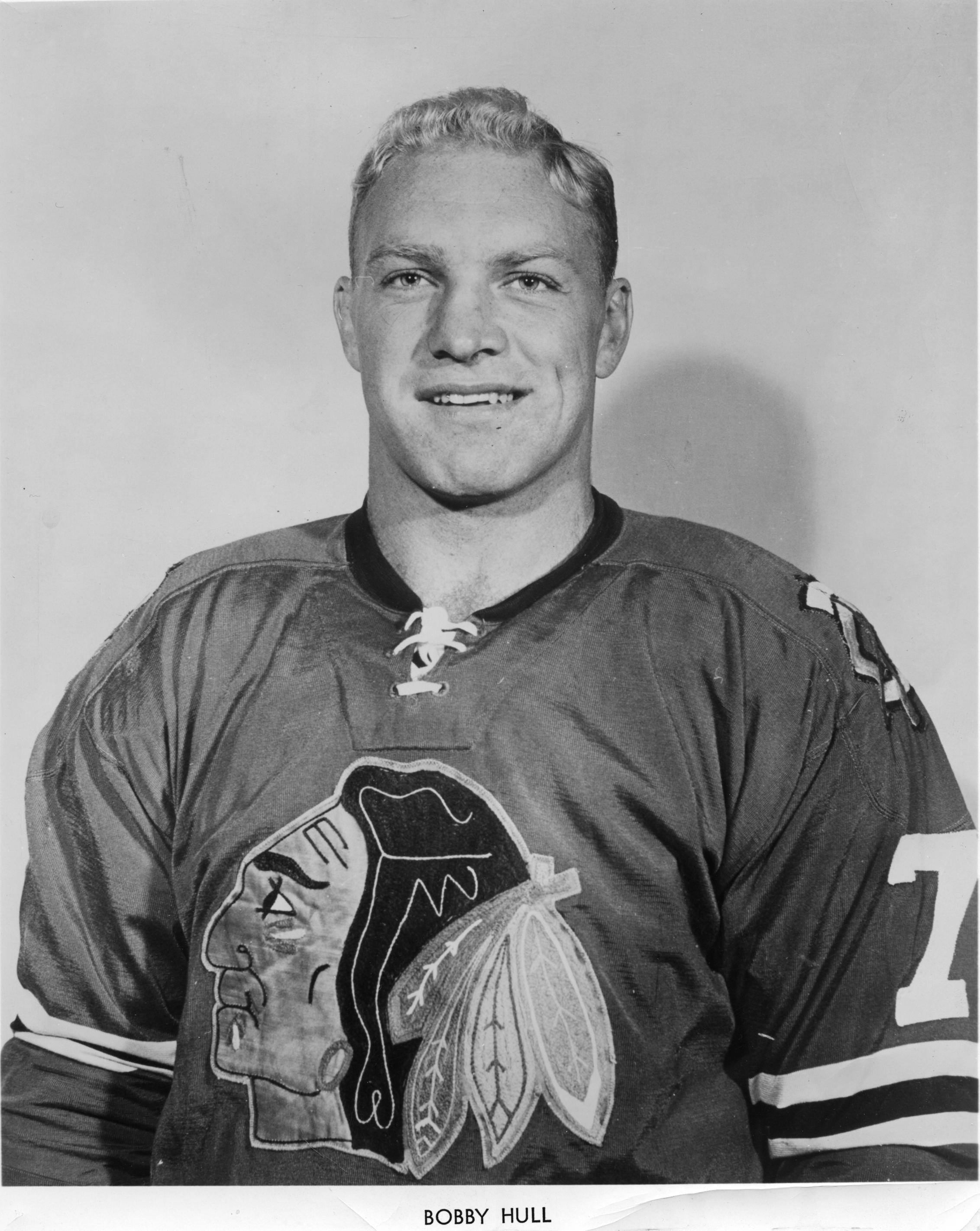
B. Hull
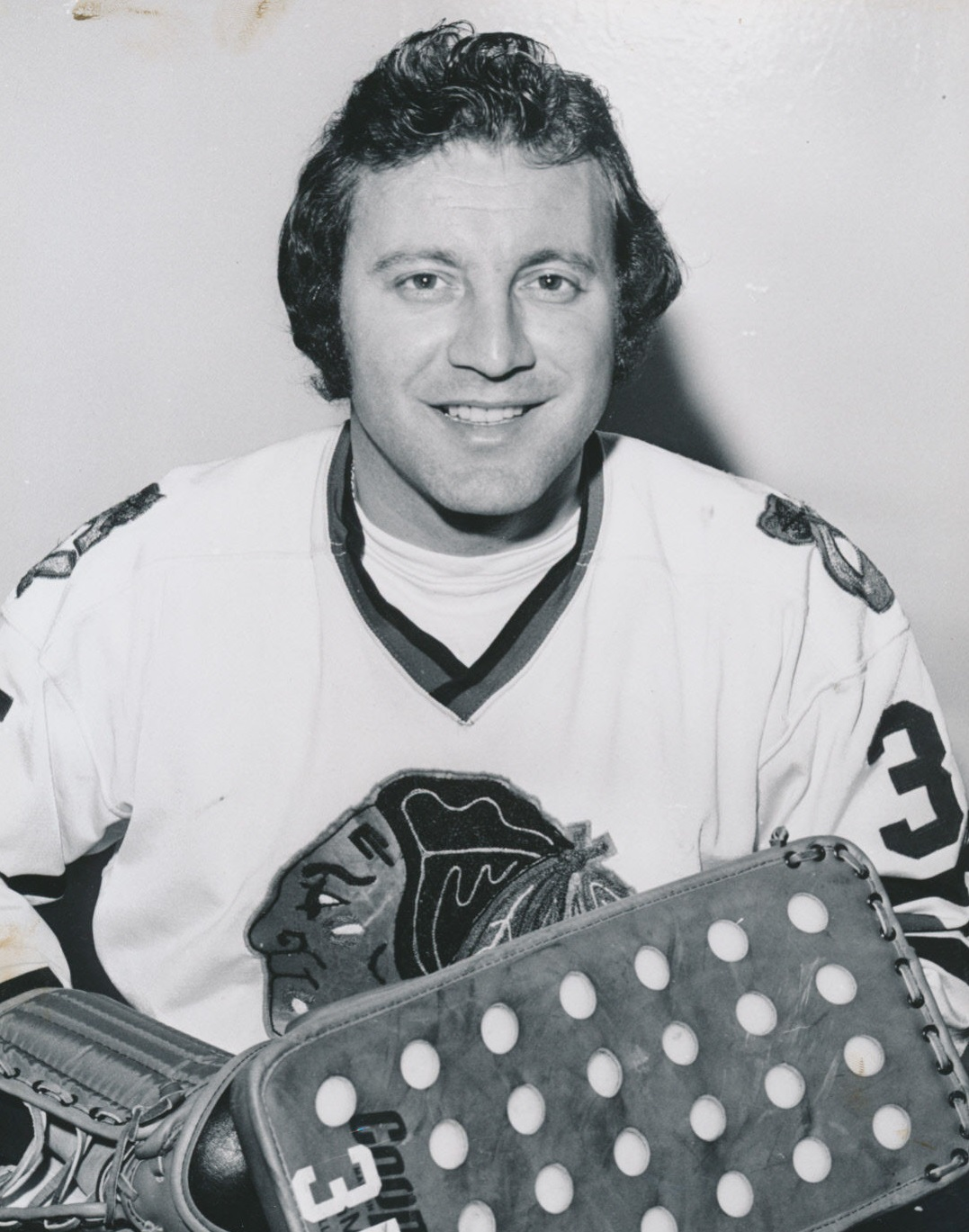
T. Esposito
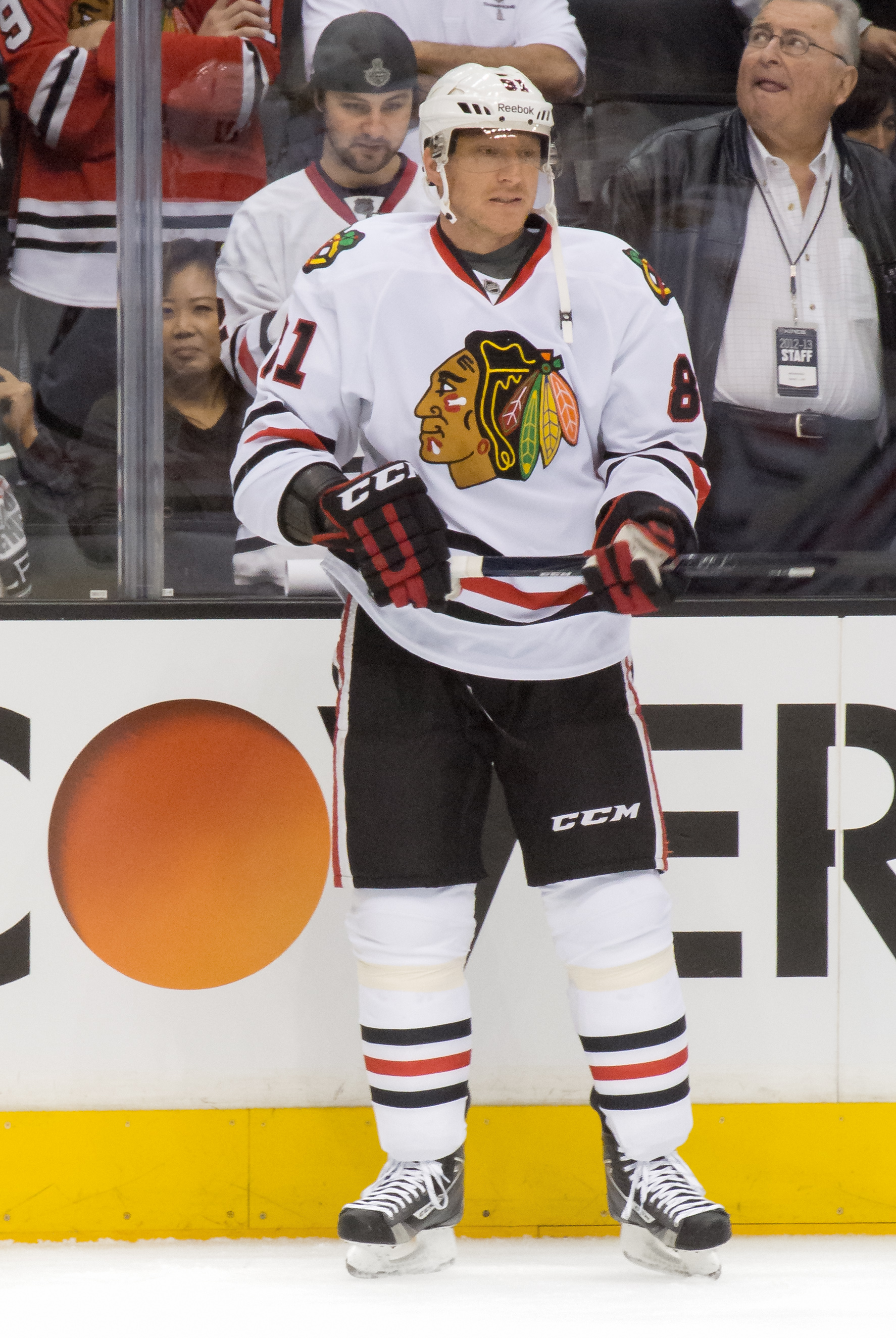
M. Hossa

| Numer | Zawodnik        | Pozycja                              | Kariera                              | Data zastrzeżenia                    |
| ----- | --------------- | ------------------------------------ | ------------------------------------ | ------------------------------------ |
| 1     | Glenn Hall      | Bramkarz                             | 1957–1967                            | 20 listopada 1988                    |
| 3     | Keith Magnuson  | Obrońca                              | 1969–1980                            | 12 listopada 2008                    |
| 3     | Pierre Pilote   | Obrońca                              | 1955–1968                            | 12 listopada 2008                    |
| 7     | Chris Chelios   | Obrońca                              | 1990–1999                            | 25 lutego 2024                       |
| 9     | Bobby Hull      | Napastnik                            | 1957–1972                            | 18 grudnia 1983                      |
| 18    | Denis Savard    | Napastnik                            | 1980–1990 1995–1997                  | 19 marca 1998                        |
| 21    | Stan Mikita     | Napastnik                            | 1958–1980                            | 19 października 1980                 |
| 35    | / Tony Esposito | Bramkarz                             | 1969–1984                            | 20 listopada 1988                    |
| 81    | Marian Hossa    | Napastnik                            | 2009–2017                            | 20 listopada 2022                    |
|       |                 |                                      |                                      |                                      |
| 99    | Wayne Gretzky   | Numer zastrzeżony dla całej ligi NHL | Numer zastrzeżony dla całej ligi NHL | Numer zastrzeżony dla całej ligi NHL |

- K. Magnuson
- B. Hull
- T. Esposito
- M. Hossa